# Ното
Ното (итал. Città di Noto, на месном говору, Nuotu) је барокни град у јужној Италији. Налази се 32 km југозападно од Сиракузе.
Од 2002. Ното и његова катедрала су под заштитом УНЕСКОа.

## Становништво
Према резултатима пописа становништва 2011. у општини је живело 23.704 становника.
| 1931.  | 1936.  | 1951.  | 1961.  | 1971.  | 1981.  | 1991.  | 2001.  | 2011.  |
| ------ | ------ | ------ | ------ | ------ | ------ | ------ | ------ | ------ |
| 26.175 | 26.013 | 27.257 | 27.109 | 24.974 | 23.269 | 21.704 | 23.065 | 23.704 |

## Партнерски градови
- Помпеи

## Галерија
- Позориште
- Катедрала
- Црква Св. Франческа
- Црква Дел Кармине
- Балкон на једној од зграда
- Градска скупштина